# Бібі Айша
Бібі Айша (пушту بي بي عایشه ; Бібі — термін поваги, що означає «леді»; народжена Айша Мохаммадзай, юридичне ім’я в Сполучених Штатах: Аеша Мохаммадзай) — афганська жінка, яка втекла від образливого шлюбу, до якого її примусили в підлітковому віці, але була спіймана, ув’язнена, понівечена й залишена вмирати як помста за втечу. Пізніше її врятували працівники гуманітарної допомоги, і її історія була представлена в американських новинах як приклад впливу терору талібів на жінок. Станом на 2014 рік вона живе в Меріленді як прийомна дочка афгано-американської пари та перенесла реконструктивну операцію.

## Раннє життя
Айша народилася в афганській родині в Афганістані. Вона втратила матір у молодому віці. Коли дівчинці виповнилося 12, батько пообіцяв її бойовику Талібану як компенсацію за вбивство, скоєне членом родини Айші. Була змушена вийти заміж за цього чоловіка у 14 років. Він і його сім'я знущалися над нею. У 18 років вона втекла від насильства, але її спіймала поліція, посадила у в’язницю на п’ять місяців і повернулася до батька, який потім повернув її чоловікові. Помстившись за її втечу, свекор Айші, чоловік і троє інших чоловіків із сім’ї забрали її в гори, відрізали їй ніс і вуха і залишили помирати. Вона підповзла до дідуся, але їй відмовили в допомозі. Зрештою, вона шукала та отримала допомогу на військовій базі США.

## Появи в американських новинах

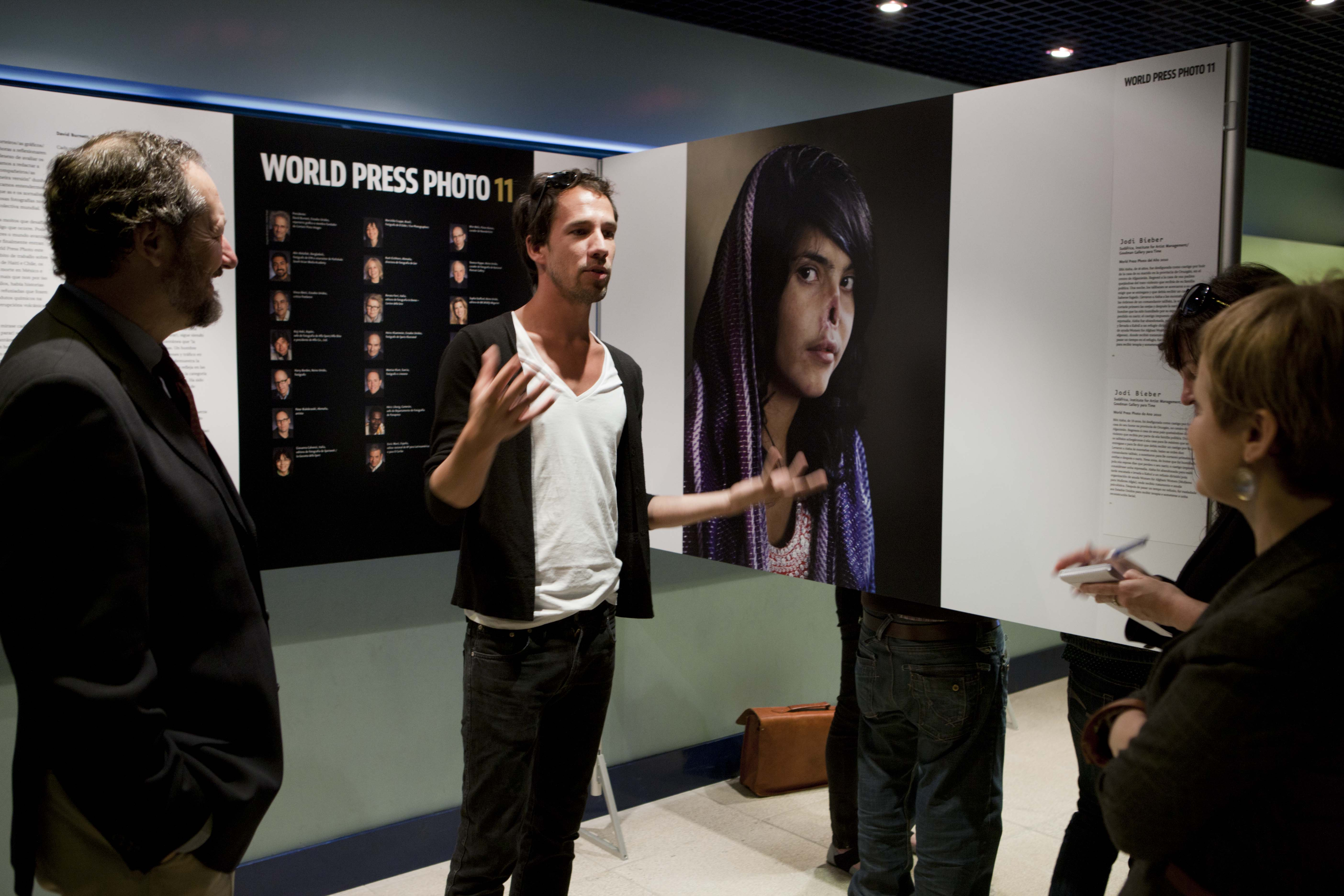
Зображення Айші було показано на презентації World Press Photo в 2011 році.

Історія Айші вперше з’явилася в The Daily Beast у грудні 2009 року, що спонукало багатьох лікарів запропонувати безкоштовну допомогу та реконструктивні операції. Фонд Гроссмана Берна в Каліфорнії пообіцяв виконати необхідні операції і почав організацію для отримання її візи навесні 2010 року.
У березні 2010 року Даян Соєр з ABC News висвітлювала свою історію, яку вона перегляне у 2014 році.
Айша була представлена на обкладинці журналу Time у серпні 2010 року та у відповідній статті «Афганські жінки та повернення Талібану». Зображення обкладинки викликало величезні міжнародні суперечки. Зображення та супровідна назва обкладинки «Що станеться, якщо ми залишимо Афганістан» викликали дебати про афганську війну. Її фото на обкладинці зробив південноафриканський фотограф Джоді Бібер і був нагороджений премією World Press Photo Award у 2010 році. Цей образ Айші іноді порівнюють із фотографією афганської дівчини Шарбат Гули, зробленою Стівом Маккаррі.

## Життя в Сполучених Штатах
Невдовзі після висвітлення Time у серпні 2010 року Айшу доставили до Сполучених Штатів, щоб пройти безкоштовну реконструктивну операцію. Після прибуття до Каліфорнії вона психологічно регресувала в психогенні неепілептичні напади, панічні атаки та самоушкодження, які потребували госпіталізації. Через події, яким вона зазнала, лікарі визначили, що вона ще недостатньо стабільна для виснажливої реконструктивної операції, і ці травми спричинили її страждання на прикордонний розлад особистості. У той час як її реконструктивна операція була відкладена, вона була взята до притулку «Жінки для афганських жінок» у Квінсі, штат Нью-Йорк. Стан Айші покращився зі зміною ліків, і судоми припинилися.
Пізніше психологічний стан Айші покращився настільки, що вона змогла припинити приймати ліки, щоб контролювати свою поведінку. Починаючи з 2012 року, розпочалася підготовка до багатоетапної реконструкції обличчя для Аїші. Її чоло було розширено протягом кількох місяців, щоб забезпечити достатньо тканини для створення нового носа. Конструкція для її нового носа була побудована з використанням хрящів її власного тіла, а тканина її лівої руки також була використана для внутрішньої підкладки. Всього Айша перенесла 12 завершених операцій. У 2014 році ABC News знову відвідала Айшу і розповіла, як її новий ніс змінив її зовнішність.
Айша була усиновлена афгано-американською парою, і станом на 2014 рік вона живе в Меріленді. Вона вивчає англійську мову та математику та прагне бути поліцейською.

## Зовнішні посилання
- Врятувати Айшу [Архівовано 2 грудня 2021 у Wayback Machine.]
- Афганські жінки і повернення Талібану, обкладинка журналу Time
- Жорстока афганська жінка знаходить силу [Архівовано 15 лютого 2022 у Wayback Machine.] Даян Сойєр Новини ABC Спеціальний випуск про Бібі Айша
- Невимовний злочин [Архівовано 17 квітня 2011 у Wayback Machine.], оригінальна щоденна історія звіра Гейл Цемах Леммон
- Сторінка Фонду Гроссмана Берна Бібі Айша